# Theodore Besterman
Theodore Deodatus Nathaniel Besterman (ur. 22 listopada 1904 w Łodzi, zm. 10 listopada 1976 w Banbury) – polsko-brytyjski tłumacz, bibliograf, badacz zjawisk paranormalnych, ator badań i publikacji poświęconych Wolterowi, założyciel i pierwszy dyrektor (1952–1971) Muzeum Woltera w Genewie.

## Życiorys
Besterman urodził się w Łodzi, w rodzinie Benjamina Bestermana (zm. 1945) i Gołdy z domu Krengel (zm. 1961). Młodość spędził w Amsterdamie i Londynie. Uczył się w prywatnej szkole Lycée de Londres oraz zaocznie studiował na Uniwersytecie Oksfordzkim. W 1925 roku został przewodniczącym Brytyjskiej Federacji Ruchów Młodzieżowych, ponadto był członkiem (od 1925) i honorowym bibliotekarzem Towarzystwa Badań Parapsychologicznych, a także członkiem rady i skarbnikiem Towarzystwa Folklorystycznego (1926–1937). Był autorem licznych publikacji na temat zjawisk paranormalnych.
W latach 1931–1937 wykładał w London School of Librarianship. Był założycielem i redaktorem prywatnego wydawnictwa „Guyon House Press” (1938–1940). Podczas II wojny światowej Besterman służył w brytyjskiej Królewskiej Artylerii i Biurze Spraw Bieżących Armii. Następnie pracował dla UNESCO, pracując nad międzynarodowymi metodami bibliografii.
Po II wojnie światowej skupił się na badaniach nad Voltairem – zamieszkał w jego dawnym domu Les Délices w Genewie, tworząc w nim Muzeum Woltera, którego był pierwszym dyrektorem (1952–1971). Besterman zbierał, tłumaczył i wydawał korespondencje i prace Voltaire’a, był autorem badań na jego temat. Opublikował 107 tomów listów Voltaire’a (w tym wcześniej niewydawanych) oraz serię książek zatytułowanych „Studia nad Wolterem i XVIII wiekiem”.
Był inicjatorem powstania International Society for Eighteenth-Century Studies (Międzynarodowe Towarzystwo Badań nad Wiekiem Osiemnastym) oraz twórcą The Voltaire Foundation przy Uniwersytecie Oksfordzkim.

## Publikacje
- Besterman T., Fabian and theosophist Annie Besant (1847-1933), 1924
- Besterman T., A Bibliography of Annie Besant, Theosophical society in England, 1924
- Besterman T., Mrs. Annie Besant, a modern prophet, London, 1934
- Besterman T., Crystal-gazing: a study in the history, distribution, theory and practice of scrying (1924), an anthology In the way of Heaven, 1926,
- Barrett S. W., Besterman T., The Divining-rod: An Experimental and Psychological Investigation, Methuen & Company, Limited, 1926
- Driesch H., Besterman T., Mind and Body: A Criticism of Psychophysical Parallelism, Methuen, 1927
- Besterman T., Some modern mediums, 1930,
- Driesch H., Besterman T., Psychical Research: The Science of the Super-normal, G. Bell, 1933
- Besterman T., Men against women, a study in sexual relations (1934),
- Besterman T., A World Bibliography of Bibliographies and of Bibliographical Catalogues, Calendars, Abstracts, Digests, Indexes, and the Like, Societas Bibliographica, 1965
- Besterman T., The Age of the Enlightenment: Studies Presented to Theodore Besterman, University Court of the University of St. Andrews, 1967
- Besterman T., Collected Papers on the Paranormal, Garrett Publications, 1968
- Besterman T., Voltaire, Harcourt, Brace & World, 1969, ISBN 978-0-582-11216-2.
- Besterman T., Medicine: A Bibliography of Bibliographies, Rowman and Littlefield, 1971, ISBN 978-0-87471-050-2.
- Besterman T., Some Eighteenth-century Voltaire Editions Unknown to Bengesco, Voltaire Foundation, 1973, ISBN 978-0-7294-0195-1.
- Besterman T., Voltaire on the Arts: Unity and Paradox, Clarendon Press, 1974, ISBN 978-0-19-952240-8.
- Besterman T., Fifty Years a Bookman, Rutgers University, Graduate School of Library Service, 1974
- Besterman T., Crystal-Gazing, Cosimo, Inc., 2005, ISBN 978-1-59605-388-5.